# Isabelle (phim 2018)
Isabelle là một bộ phim kinh dị của đạo diễn Robert Heydon, ra mắt năm 2018, với sự tham gia của Adam Brody và Amanda Crew.

## Diễn viên
- Adam Brody trong vai Matt Kane
- Amanda Crew trong vai Larissa Kane
- Zoe Belkin trong vai Isabelle Pelway
- Mark Winnick trong vai Officer Steve Murray
- Sheila McCarthy trong vai Ann Pelway
- Booth Savage trong vai Clifford Kane
- Dayo Ade trong vai Father Lopez
- Michael Miranda trong vai Pedro Salazar
- Allison Brooks trong vai Ruth Stanton
- Krista Bridges trong vai Jessica
- David Tompa trong vai Dr. Karl Neidorf
- Zoe Doyle trong vai Dr. Phoebe Chan
- John Healy trong vai Det. John Smith

## Phát hành
Bộ phim được công chiếu tại Liên hoan phim quốc tế Busan vào tháng 10 năm 2018.  Bộ phim sau đó ra rạp tại một số nơi cũng như được phát hành dưới dạng VOD vào ngày 24 tháng 5, 2019.

## Đón nhận
Trên trang web tổng hợp đánh giá Rotten Tomatoes, 7% trong số 15 bài phê bình được xác định là tích cực, với điểm trung bình là 3.8/10.